# 유현지 (핸드볼 선수)
유현지(1984년 7월 16일 ~ )는 대한민국의 핸드볼 선수이며, 삼척시청 소속이다.

## 학력
- 선화여자상업고등학교

## 경력
- 2014년 아시안 게임 여자 핸드볼 국가대표

## 수상
- 2014년 아시안 게임 여자 핸드볼 금메달
- 2018년 아시안 게임 여자 핸드볼 금메달